# Kugelgelenk

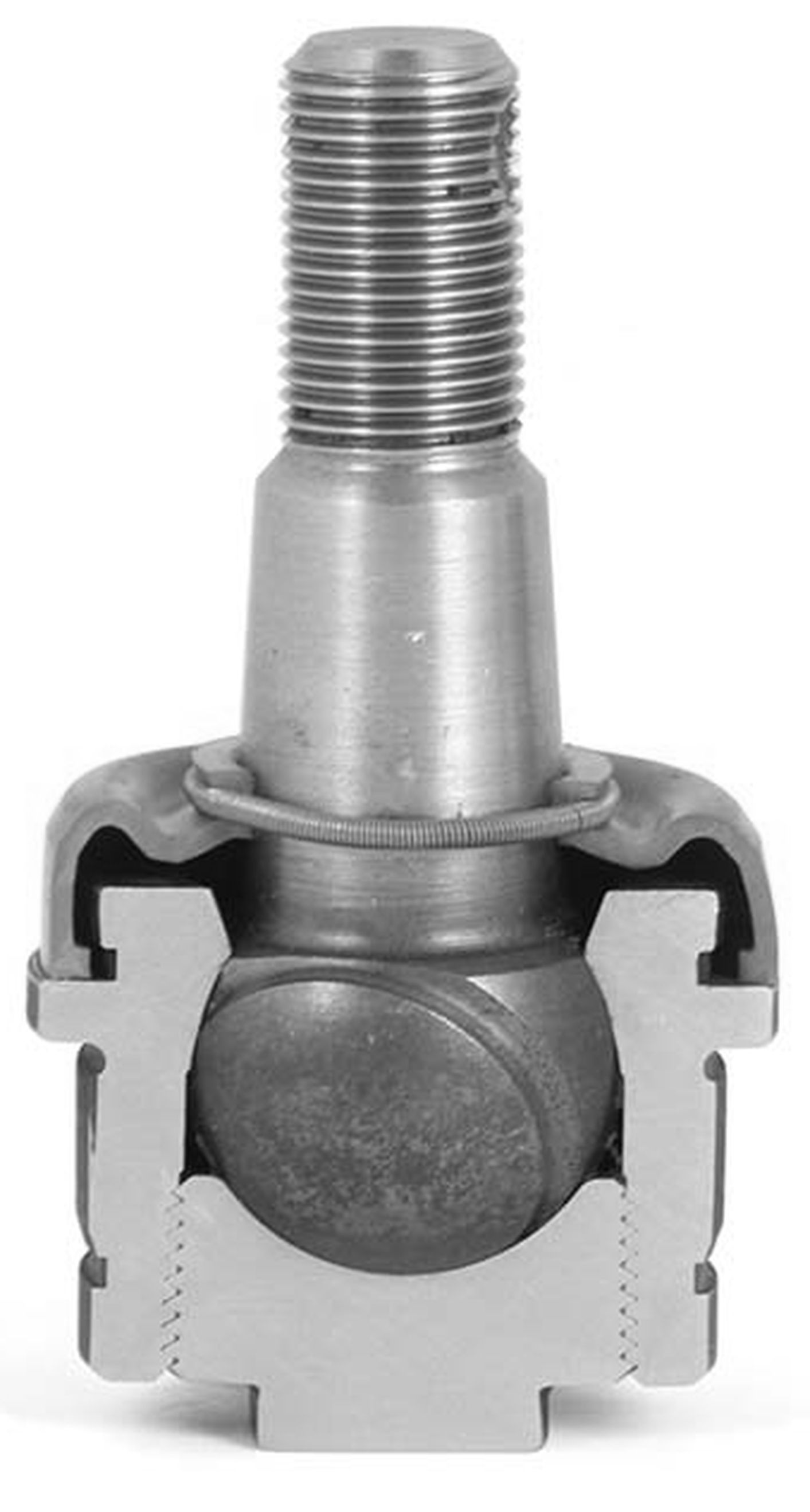
Kugelgelenk im Maschinenbau

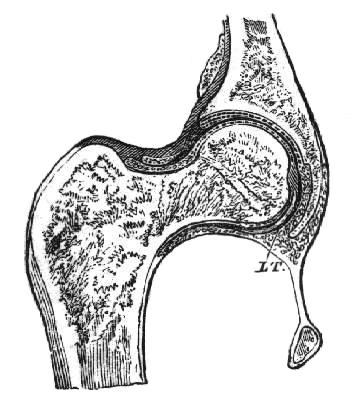
Kugelgelenk in der Anatomie (Articulatio spheroidea als Hüftgelenk)

Als Kugelgelenk wird im Maschinenbau sowie in der Anatomie ein Gelenk bezeichnet, bei dem der Gelenkkopf eine kugelähnliche Form besitzt. Das Gegenstück, das den Kopf je nach Gelenk in unterschiedlichem Maße umschließt, wird als Gelenkpfanne bzw. Kugelpfanne bezeichnet. Durch diese Geometrie ist ein Kugelgelenk prinzipiell dreiachsig drehbar. Translatorische Bewegungen sind anders als beim Kugelgleichlaufgelenk nicht möglich.

## Anatomie
Ein Beispiel für ein Kugelgelenk in der Anatomie ist das Schultergelenk (Articulatio humeri). Eine Sonderform des Kugelgelenks ist das Nussgelenk (Enarthrosis spheroidea). Bei diesem umgreift die Gelenkpfanne den Gelenkkopf über dessen Äquator hinaus. Dadurch sind die Bewegungen in ihrer Amplitude eingeschränkt. Bei Säugetieren ist das Hüftgelenk in dieser Art ausgebildet.
Obwohl sowohl Kugel- als auch Nussgelenk prinzipiell vielachsig sind, kann diese Beweglichkeit durch die Anordnung der Muskeln weitgehend eingeschränkt sein. So ist das Schultergelenk bei vielen, sich laufend fortbewegenden, vierfüßigen Säugetieren mit ihrem reduzierten Schultergürtel nur noch in einer Achse (Beugung und Streckung) beweglich.
Verschlissene oder beschädigte Kugelgelenke können als Endoprothese aus Metall oder Keramik nachgebaut und operativ eingesetzt werden.

## Technik

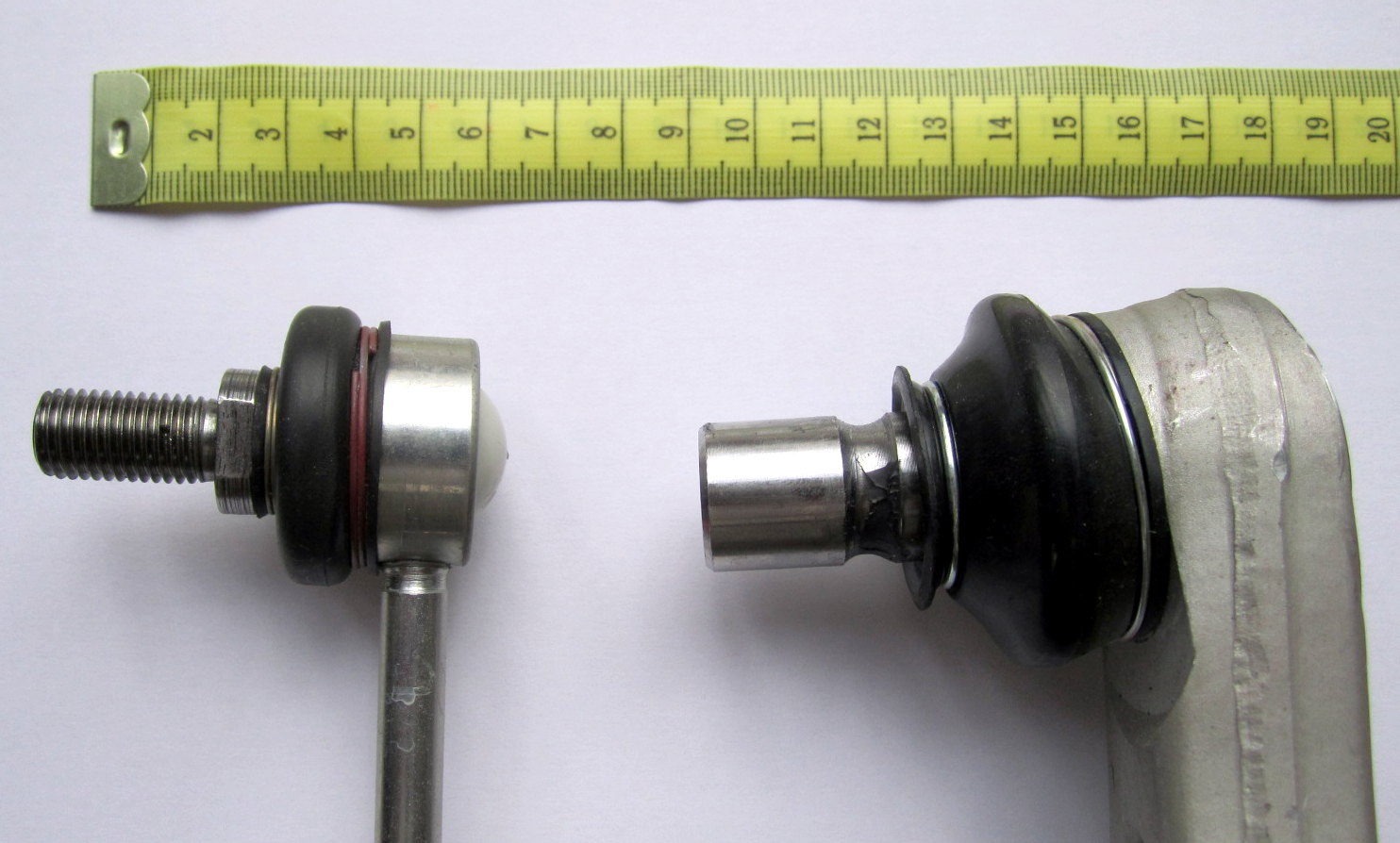
Gekapselte Kugelgelenke im Fahrwerk
links: Koppelstange zum Stabilisator
rechts: Traggelenk

In der Fahrzeugtechnik werden Kugelgelenke insbesondere bei der Radaufhängung und der Lenkung verwendet, wo miteinander verbundene Bauteile sich gegenseitig um alle 3 Raumachsen drehen. Bei geringer Beweglichkeit werden elastisch verformbare Gummilager verwendet.
Anwendung im Fahrzeugbau:
- Traggelenk – Verbindet den Querlenker mit dem Radträger
- Spurstangenkopf – verbindet die Spurstange mit dem Radträger
- Koppelstange verbindet über Kugelgelenke oder Gummilager den Stabilisator mit einem Lenker oder dem Radträger

Sich selbst, über ein Kugelsegment auf Fluchtung einstellende Pendellager, stellen ebenfalls ein kugeliges Gelenk dar und werden im Maschinenbau für die Lagerung von Wellen verwendet.
In der Bautechnik werden auch sphärische Lager oder sphärische Gleitlager auch Kalottenlager genannt. Das als Lager fungierende Kugelsegment ist hier als vergleichsweise kleiner Anteil der eigentlichen Kugel ausgeführt. Auch diese Lager lassen nur Rotation zu und behindern Bewegungen in horizontaler und vertikaler Richtung.
Weitere Anwendungen:
- Kugelgelenkkopf eines Stativs in der Film- und Fototechnik

Der Königszapfen der Sattelkupplung eines Sattelschleppers oder der Kugelkopf der Anhängerkupplung eines PKWs hat dieselben Freiheiten in der Bewegung wie ein Kugelgelenk, ist aber trennbar.